# Alan Brazil
Alan Bernard Brazil (Glasgow, 15 de junho de 1959), mais conhecido como Alan Brazil, é um ex-futebolista escocês e atual comentarista esportivo.

## Carreira
Alan Brazil competiu na Copa do Mundo FIFA de 1982, sediada na Espanha, na qual a seleção de seu país terminou na 15º colocação dentre os 24 participantes. Coincidentemente, sua seleção foi sorteada no mesmo grupo do Brasil mas, ironicamente, a partida contra eles foi a única que Brazil não disputou no torneio.

## Títulos
Ipswich Town
- Copa da UEFA: 1980-1981

 Tottenham Hotspur
- Copa da UEFA: 1983-1984